# Idaea exempta
Idaea exempta är en fjärilsart som beskrevs av W. Warren 1906. Idaea exempta ingår i släktet Idaea och familjen mätare. Inga underarter finns listade i Catalogue of Life.